# Bharti Enterprises
Bharti Enterprises er et indisk multinationalt konglomerat med hovedkvarter i New Delhi. Det blev etableret i 1976 af Sunil Bharti Mittal. Bharti Enterprises har datterselskaber indenfor industri, telekommunikation, jordbrug, finansiel service, ejendom, IT og fødevarer. Koncernens flagship-virksomhed er telekommunikationsvirksomheden Bharti Airtel.